# Wilhelm Gries
Wilhelm Gries (* 4. Mai 1894 in Koblenz; † 22. September 1971 in Saarbrücken) war ein deutscher Journalist.
Er war ab 1946 Chefredakteur der Neuen Zeit, einer vor der Gleichschaltung nicht-marxistischen Tageszeitung der Ost-CDU, und flüchtete 1947 aus der sowjetischen Besatzungszone.

## Vor dem Zweiten Weltkrieg
Seine journalistische Laufbahn begann Gries nach einem Studium der Rechtswissenschaften als Redakteur beim Düsseldorfer Tageblatt. In den Jahren 1928 bis 1933 war er stellvertretender Chefredakteur bzw. Chefredakteur des Zentralorgans der Zentrumspartei Germania in Berlin und wurde nach der Machtergreifung der Nationalsozialisten entlassen. Als Chefredakteur der Saarbrücker Landeszeitung konnte er 1934 seine journalistische Tätigkeit fortsetzen, bis er vier Jahre später aus politischen Gründen ausschied. Zusammen mit Georg Dertinger war Gries während der nationalsozialistischen Diktatur beim Dienst aus Deutschland tätig.

## In der SBZ
Zunächst war Gries nach Gründung der CDU-Tageszeitung Neue Zeit 1945 Stellvertreter: S. 26 und S. 194 des ersten Chefredakteurs Emil Dovifat. Ab Januar 1946 wurde er dessen Nachfolger als Chefredakteur.
Gries bekam während seiner Pressearbeit die Zensorentätigkeit des zuständigen sowjetischen Presseoffiziers persönlich zu spüren. Wilhelm Gries berichtete, wie der Zensor der Besatzungsbehörde auf die Überschrift „Revolution der Damenmode“ reagierte: „Lesen Sie Karl Marx, dann wissen Sie, was Revolution ist.“ Nicht selten kam es vor, dass unter sowjetischer Vorzensur Nachrichten bzw. Kommentare verstümmelt oder völlig gestrichen wurden.: S. 26 Als Mitte November 1946 der Parteivorstand der SED einen Verfassungsentwurf für eine Deutsche Demokratische Republik veröffentlichte, der noch eine gesamtdeutsche Republik im Blick hatte, aber den Standpunkt der Ost-CDU zu einem „föderal gegliederten Staat mit Gewaltenteilung und Kompetenzabgrenzung“ negierte, übernahm es Wilhelm Gries in Absprache mit der Partei, dazu „klar und kritisch Stellung (zu) nehmen“: S. 81f.. Dies war ihm nur möglich, weil nach Umsetzung einer alliierten Kontrollratsdirektive vom 12. Oktober 1946 durch die SMAD im November desselben Jahres die Vorzensur in Berlin und der SBZ abgeschafft worden war. Allerdings wurde sie später durch eine nachträgliche Auswertung der Zeitung durch sowjetische Presseoffiziere ersetzt. Was vordergründig als eine der Pressefreiheit dienende Maßnahme erschien, führte nachträglich „zu stärkeren Konflikten zwischen der SMA und der Redaktion“: S. 90 der Neuen Zeit, weil die für den Inhalt verantwortliche Chefredaktion keinen vorauseilenden Gehorsam gegenüber der Besatzungsbehörde zeigte bzw. keine Selbstzensur übte.

## Nach der Flucht aus der SBZ
Nach seiner Absetzung durch die SMAD im Dezember 1947 wurde Gries Chefredakteur der mit britischer Lizenz neugegründeten Zeitung Der Tag in den Westsektoren Berlins. Lizenzträger waren ehemalige, durch die Sowjetische Militäradministration abgesetzte Funktionäre der Ost-CDU, darunter Jakob Kaiser, Walther Schreiber und Andreas Hermes. In der Redaktion von Der Tag sammelten sich einige Journalisten, die wegen der redaktionellen „Neuordnung“ die Neue Zeit in Ost-Berlin verlassen hatten, z. B. der NZ-Wirtschaftsredakteur von 1945 bis 1947, Hans Sonnenschein.: S. 26, S. 148 und S. 202 Die Leitlinie von Der Tag kam durch ihren Untertitel Unabhängige Zeitung für Deutschland zum Ausdruck.
Sein Berufsleben beendete Wilhelm Gries als Chefredakteur der Saarbrücker Zeitung im Jahre 1965, in der er nach Einstellung von Der Tag acht Jahre wirkte.

## Ehrungen
1961 erhielt er das Große Verdienstkreuz der Bundesrepublik Deutschland.

## Quelle
- Johann Baptist Gradl: Die CDU 1945–1948 in der sowjetischen Besatzungszone Deutschlands, Verlag Wissenschaft und Politik 1981, ISBN 3-8046-8584-6